# Cheiromeles parvidens
Cheiromeles parvidens es una especie de murciélago de la familia Molossidae.

## Distribución geográfica
Se encuentra en  Indonesia y Filipinas.